# Дессена, Даниэле
Даниэ́ле Дессе́на (итал. Daniele Dessena; 10 мая 1987, Парма, Италия) — итальянский футболист, полузащитник клуба «Брешиа», выступающий на правах аренды за «Ольбия 1905».

## Карьера

### Клубная
Дессена начал профессиональную карьеру в «Парме». В сезоне 2004/05 футболист дебютировал в Серии А. Первый мяч в еврокубках Дессена забил в матче первого раунда Кубка УЕФА 2006/07 против казанского «Рубина».
В сезоне 2007/08 «Парма» заняла место 19 в чемпионате и покинула серию А. Летом 2008 года клубы «Сампдория» и «Парма» договорились о совместном владении прав на игрока, и Дессена стал выступать за «Сампдорию». Договор предусматривал возвращение футболиста в прежний клуб, если «Парма» сможет подняться из Серии В в высший дивизион.
В 2009 году Дессена был арендован клубом «Кальяри», после чего вернулся в «Сампдорию». В сезоне 2010/11 итальянский игрок провёл за этот клуб 22 матча в Серии А. В 2012 году перешёл в «Кальяри».
В январе 2019 года Дессена перешел в «Брешиа».

### В сборной
С 2006 по 2009 годы Дессена призывался в молодёжную сборную Италии. Он играл в составе олимпийской сборной на летних Олимпийских играх 2008, где участвовал в двух матчах.